# Creu de terme de Vinaixa
La Creu de terme de Vinaixa és una creu de terme de Vinaixa (Garrigues) inclosa a l'Inventari del Patrimoni Arquitectònic de Catalunya.

## Descripció
És una creu de terme feta totalment de pedra. Està formada per una peana de perfil circular on hi figura la data de 1964. El fust és de secció octogonal, fet per tres tambors i coronat per la creu pròpiament dita. Aquesta és una creu grega inscrita en motllures còncaves, formant a l'extrem del braç, una altra creu.

## Història
Al municipi hi havia una creu datada vers 1913 que avui no es conserva però la base de l'actual recorda molt al capitell de l'anterior. Aquesta creu sembla que originàriament estava davant del cementiri vell. El 1964 es traslladà a la ubicació actual, tal com posa a la base que, molt possiblement, no pertany a la mateixa època que la creu.